# Anders Dahl (1705-1770)
Anders Dahl, född 23 juli 1705 i Östra Ryds församling, Östergötlands län, död 30 januari 1770 i Gryts församling, Östergötlands län, var en svensk präst.

## Biografi
Anders Dahl föddes 1705 i Östra Ryds församling och döptes 30 juli samma år. Han var son till arrendatorn Eric Dahl och Gertrud Aschanius på Björkvik. Dahl studerade i Linköping och blev höstterminen 1724 student vid Uppsala universitet. Han prästvigdes 7 december 1739 och blev 1743 adjunkt i Gryts församling. Dahl blev 6 november 1744 komminister i församlingen och 5 augusti 1752 kyrkoherde i församling. Han avled 1770 i Gryts församling och begravdes 11 februari samma år med likpredikan av prosten Erik Duræus, Tryserums församling.

### Familj
Dahl gifte sig 31 januari 1745 med Beata Brytzenius (1700–1785). Hon var dotter till komministern i Gryts församling. Brytzenius var änka efter komministern J. Collanderi Gryts församling.